# Лазеры сверхкоротких импульсов
Лазеры сверхкоротких (предельно коротких) импульсов, лазеры УКИ (ПКИ), фемтосекундные лазеры — оптические квантовые генераторы (лазеры), способные генерировать импульсы лазерного излучения, которые содержат достаточно малое число колебаний оптического поля[неизвестный термин].
В общем случае ультракороткими лазерными импульсами могут быть названы импульсы короче 100 пикосекунд. Однако, с точки зрения создания новых лазерных систем актуальны исследования в области создания импульсов короче 1 пикосекунды, поскольку длительность импульса порядка 50 пикосекунд может быть уже достигнута с применением относительно дешёвых систем на основе лазерных диодов.
Существующие твердотельные и волоконные лазеры ультракоротких импульсов достигли длительности порядка 5 фемтосекунд. 
Созданы экспериментальные системы с аттосекундной длительностью импульса (около 40 аттосекунд) на основе генерации высоких гармоник в газовой среде, а также с помощью лазеров на свободных электронах. Также с помощью лазеров УКИ были сгенерированы наиболее короткие импульсы электронов сравнимой длительности.

## Общие сведения
Характерные черты:
1. малая длительность импульса (вектор электрической индукции успевает изменить своё значение всего несколько раз за время длительности импульса);
2. высокая средняя интенсивность во время действия импульса (за счёт малой длительности);
3. широкий спектр излучения (диапазон длины волны от единиц до сотен нанометров);
4. высокая временная когерентность (последовательности импульсов);
5. высокая пространственная когерентность.

## Принцип действия
Принцип действия лазеров УКИ основан на синхронизации мод в лазерном резонаторе. Существует два возможных сценария генерации УКИ. В одном варианте генерация начинается сразу во всех модах со случайной фазой и интенсивностью, а потом происходит отсев, в результате которого все моды становятся жёстко связаны (в резонаторе остаются только моды с определёнными частотами и интенсивностями), таким образом в резонаторе остаётся только один импульс с очень короткой длительностью. Второй вариант — генерация начинается на одной моде, но потом, в результате межмодового взаимодействия, генерация возбуждается и на других модах с необходимой разностью фаз и относительной интенсивностью, в результате чего картина становится точно такой же, как и в первом случае. Формирование импульса обычно происходит за 10 проходов резонатора. Ещё за 10-20 проходов происходит процесс укорочения и усиления импульсов и в конечном итоге получаются стабильные УКИ. В процессе укорочения и усиления импульсов огромное значение имеют нелинейные процессы. Так передний фронт становится более крутым после прохождения просветляющегося поглотителя (или в результате самофокусировки (линза Керра) в активной среде и выделению только «интенсивной» части импульса). Задний фронт укорачивается в результате того, что инверсия населённости не успевает восстановиться за то время пока импульс проходит через активную среду. Для того чтобы процессы усиления и укорочения импульса были наиболее эффективными, необходимо выбирать активные среды как можно тоньше, а мощность накачки больше (но не выходя за пределы стабильной генерации импульсов).
Существует активная и пассивная синхронизация мод. Так, в случае активной синхронизации мод требуется специальное устройство, которое будет непосредственно синхронизировать моды (синхронная накачка, или специальный модулятор в режиме модуляции добротности — Q-модуляции), тогда как при пассивной синхронизации это происходит автоматически из-за особенностей конструкции. Лазеры с активной синхронизацией сегодня уже практически не используются из-за сложности изготовления устройств синхронизации. Лазеры с пассивной синхронизацией имеют два порога генерации. Первый — вполне обычный, при накачке превышающей первый порог лазер УКИ работает как обычный перестраиваемый лазер. При превышении мощности накачки второго порога создаются благоприятные условия для формирования УКИ, однако для начала генерации может потребоваться дополнительное воздействие, например быстрое движение или толчок компенсатора ДГС (Дисперсии Групповых Скоростей), обычно это необходимо для появления шумового выброса, из которого далее будет развиваться последовательность УКИ.

## Некоторые популярные конструкции

### Титан-сапфировый лазер
Наиболее популярны сегодня лазеры на основе титан-сапфира с керровской линзой (3-го поколения) и волоконные лазеры с диодной накачкой (4-го поколения). Первые используются в основном в лабораторных условиях и позволяют получать большую энергию импульса; вторые, более компактные и экономичные, активно используются в прикладных целях (например в телекоммуникациях). Основная часть лазера УКИ, впрочем как и любого другого, это резонатор с активной средой. В отличие от других лазеров активная среда должна обладать достаточным усилением в широкой спектральной области. Для лазеров третьего поколения характерна двухрезонаторная схема:
На рисунке выше изображена типичная конструкция лазера третьего поколения — лазера на Ti: сапфире с пассивной синхронизацией мод за счёт керровской линзы. Чуть ниже изображена схема данного лазера (нумерация элементов совпадает). Данная конструкция была установлена в лаборатории Молекулярной Фото Химии Казанского Физико-Технического Института им. Е. К. Завойского. На данной установке были получены последовательности импульсов УКИ длительностью 50-60фс и частотой следования 80МГц, с центром импульса в диапазоне 780—800нм и полушириной около 20нм. На установках подобного типа в зарубежных[где?] лабораториях получены импульсы длительностью до 5,4фс (менее двух периодов световой волны).
На данной фотографии видны все основные элементы лазера УКИ:
1. Выход лазера накачки. В качестве лазера накачки используется аргоновый лазер.
2. Плоское зеркало.
3. Второе плоское зеркало
4. Линза
5. Прозрачное (для излучения накачки) зеркало внутреннего резонатора (вогнутое).
6. Глухое зеркало внутреннего резонатора (вогнутое).
7. Активная среда (Ti: сапфир).
8. Первая призма компенсатора ДГС (Дисперсия Групповой Скорости).
9. Вторая призма компенсатора ДГС.
10. Диафрагма (элемент перестройки длины волны).
11. Глухое зеркало внешнего резонатора (плоское).
12. Полупрозрачное зеркало внешнего резонатора (плоское).

На схеме показаны все основные элементы лазера, сформировавшийся пучок (ярко-красный) и более слабый (тёмно-красный) который участвует в формировании сверхкоротких импульсов, призменный компенсатор ДГС, диафрагма для перестройки по длине волны, внутренний и внешний резонатор, накачка (зелёным).
Вся оптика, которая применяется в нелинейной оптике, просветлена. Вместо обычных металлических зеркал применяются диэлектрические. Кроме того для достижения более коротких импульсов применяют специальные, т. н. «чирпирующие» зеркала.

#### Работа лазера
Сперва включается лазер накачки, и мощность повышается до порога генерации (точнее чуть выше первого порога, но генерации УКИ пока нет). Если необходимо, юстируются зеркала для получения максимума интенсивности лазерного излучения. Если производилась перестройка по длине волны, то это обязательная процедура. Для начала генерации УКИ необходим небольшой толчок основания призмы 8 или 9 для того чтобы создать некоторые флуктуационные выбросы. Длительность этих флуктуационных выбросов на начальном этапе обратно пропорциональна ширине линии усиления (что обычно лежит в области 10−13с). После одной-двух тысяч проходов длительность обычно возрастает до 10−11с вследствие большего усиления мод расположенных в центре линии усиления, однако после одной-двух тысяч проходов наибольший флуктуационный выброс достигает такой интенсивности, что заметную роль в его поведении оказывают нелинейные эффекты, а именно изменение коэффициента преломления и самофокусировка в кристалле Ti: сапфира. Благодаря самофокусировке (Нелинейный эффект Керра), этот флуктуационный выброс испытывает меньшие потери во внутреннем резонаторе (так как он лучше сфокусирован)

более интенсивный (ярко-красный) импульс фокусируется в Ti: сапфире лучше, чем более слабый (бледно-красный). 1 глухое зеркало внутреннего резонатора, 2 активная среда — Ti: сапфир, 3 полупрозрачное зеркало внутреннего резонатора 4 диафрагма, которая не пропускает часть слабого импульса

, таким образом он усиливается лучше остальных, а благодаря (относительно) большой интенсивности, он уменьшает инверсию населённости, и менее интенсивные выбросы оказываются ниже порога усиления. Когда интенсивность уже почти сформировавшегося импульса УКИ достигает такого значения, что большая часть инверсии населённости снимается за время прохождения этого импульса через усилитель лазер выходит на стабильный моноимпульсный режим работы (то есть в резонаторе в один момент времени может находиться только один импульс), что соответствует частоте повторения импульсов около 100МГц (при длине внешнего резонатора (зеркала под номерами 11-12 на фотографии) около 1 метра).
Важную роль в этой конструкции играет призменный компенсатор ДГС (8-9). При распространении импульса через среду он испытывает искажения, связанные с тем, что дисперсия (коэффициент преломления) для разных длин волн различная (это называется Дисперсия Групповой Скорости или дисперсия второго порядка). Интенсивность импульса настолько велика, что при распространении через среду начинают играть роль дисперсия третьего, а иногда и более высоких порядков. Чтобы скорректировать эти искажения (чтобы импульс не «расплывался» во времени, или другими словами чтобы скомпенсировать «чирп») ставят или специальный компенсатор (пара дифракционных решёток или призм) или используют специальные «чирпирующие» зеркала.
Компенсатор ДГС действует следующим образом. Импульс после призмы 8 раскладывается в спектр. После призмы 9 параллельный пучок света («красный» луч ближе к наблюдателю) проходит через диафрагму 10 и отражается от глухого зеркала 11. В обратном направлении от призмы 8 уходит уже скомпенсированный (за счёт разной длины оптического пути) импульс. Перемещая диафрагму и изменяя её ширину, можно регулировать длину волны и длительность импульса соответственно. Изменение ширины спектра соответствует изменению длительности, так как импульс в таком лазере получается спектрально ограниченный, то есть такой у которого полуширина обратно пропорциональна длительности.
Длительность импульса сильно зависит от толщины кристалла Ti: сапфира — чем тоньше кристалл, тем короче импульс. Существенную роль играет также компенсатор ДГС: если импульс будет чирпирован (то есть частота несущей будет изменяться за время действия импульса), то его длительность будет больше. На работу лазера также оказывают существенное влияние настройка (юстировка положения элементов) лазера, стабильность лазера накачки и его параметры (в основном мощность). Основная проблема с которой приходится постоянно бороться в такой конструкции лазера — тепловая нестабильность. Если лазер накачки и активная среда стабилизируется системой охлаждения (проточной водой), то стабилизировать сам резонатор довольно тяжело — в зависимости от температуры оптическая длина резонатора изменяется, и лазер надо настраивать заново. Для потери генерации достаточно небольших флуктуаций — можно просто «сдуть» импульсы, не очень сильно подув на резонатор.
В нелинейной оптике обычно применяют диэлектрические зеркала. Это такие зеркала, которые получают путём напыления нескольких слоёв диэлектрических материалов с заданным коэффициентом преломления и толщиной слоя. Такое зеркало отражает свет гораздо лучше чем металлическое. Однако у таких зеркал есть недостатки. Обычно диэлектрическое зеркало рассчитывают так, чтобы максимальный коэффициент отражения был для узкого спектрального диапазона и для узкого диапазона углов падения. В других диапазонах спектра и углов падения такое зеркало отражает гораздо хуже.
Ключевыми для настройки и перестройки по длине волны являются положение зеркала 6, диафрагмы и призм. Настройка лазера на генерацию фемтосекундных импульсов производится перемещением зеркала 6. По мере необходимости изменяется положение призм 8 и 7. Перестройка по длине волны осуществляется перемещением диафрагмы.

## Усилитель сверхкоротких импульсов
Для усиления сверхкоротких импульсов применяют специальную технику под названием усиление чирпированных импульсов (Chirped Pulse Amplification). Так как большое усиление сверхкороткого импульса приведёт к повреждению оптических элементов, то перед усилением импульс «растягивают» во времени, а после усиления «сжимают». Для тераваттных и петаватных лазеров при усилении лазерный пучок увеличивают в диаметре с помощью телескопа (например с помощью двух увеличивающих линз, одна в фокусе другой).
Для «растягивания» импульса во времени применяют конструкцию из двух дифракционных решёток, которая производит такую фазовую модуляцию (чирп) что длительность импульса увеличивается в 10 и более раз.

## Контроль и измерение сверхкоротких импульсов
При длительности лазерных импульсов менее 10−12 с обычные оптоэлектронные (например, регистрация сигнала фотодиода с помощью осциллографа) методы регистрации уже не годятся. Поэтому для регистрации фемтосекундных импульсов используют оптические методы, такие, как автокорреляция, генерация второй гармоники и т. п. В последнее десятилетие получили распространение такие методы, как FROG (Frequency-Resolved Optical Gating) и SPIDER (Spectral phase interferometry for direct electric-field reconstruction).

## История развития лазеров УКИ
1-е поколениелазер с использованием модуляции добротности и внутрирезонаторного просветляющегося поглотителя.
2-е поколениелазеры на красителях (с использованием просветляющегося поглотителя и кольцевого резонатора)
3-е поколениелазеры на вибронных кристаллах (см. Эффект Яна — Теллера) с керровской линзой.
4-е поколениеволоконные лазеры с диодной накачкой (см. Волоконный лазер#Генерация пико- и фемтосекундных импульсов).
5-е поколениеволноводные лазеры.

## Применение
- Нелинейная оптика (генерация высоких гармоник оптического лазерного излучения)
- Генерация когерентного вакуумного ультрафиолетового и мягкого рентгеновского излучения
- Генерация аттосекундных импульсов, получение сверхкоротких импульсов в различных диапазонах длин волн и сверхкоротких импульсов частиц
- Генерация суперконтинуума (так называемый белый лазер)
- Генерация когерентного терагерцовового излучения
- Ускорение электронов нелинейными плазменными волнами до энергий порядка нескольких ГэВ
- Высокотемпературное фотонное эхо и эхо-процессоры, исследование быстротекущих процессов, фемтохимия, прецизионная спектроскопия, оптические стандарты частоты, инициирование фотоядерных реакций
- Оптическая томография и микроскопия, прецизионная обработка материалов, опыты по нелинейной квантовой электродинамике (в том числе и релятивистское взаимодействие излучения с веществом)
- Лазерный гироскоп
- Телекоммуникации (передача больших объёмов данных)
- Офтальмологические операции
- Время-разрешённая фотолюминесцентная спектроскопия